# Molenna w Daniliszkach
Molenna w Daniliszkach – staroobrzędowa cerkiew w Daniliszkach.

## Historia
Czas budowy powstania wspólnoty staroobrzędowej w Daniliszkach i budowy najstarszej molenny jest nieznany. Wiadomo jedynie, że była to świątynia fiedosiejewców, zaś od połowy XX wieku podlegała Staroprawosławnej Pomorskiej Cerkwi RP. Pierwsze wzmianki o wolnostojącej molennie pochodzą z początku XIX wieku, kiedy Daniliszki były jednym z ważniejszych ośrodków staroobrzędowców na terenie Wileńszczyzny. Od 1909, zgodnie z wydanym wcześniej ukazem tolerancyjnym, wspólnota w Daniliszkach była legalnie zarejestrowana. W czasie I wojny światowej molenna poważnie ucierpiała, konieczna była budowa nowego obiektu sakralnego. Drewniana świątynia powstała w 1931. Przed II wojną światową w nabożeństwach w niej uczestniczyło ok. 200 osób. Obiekt był czynny przez cały okres wojny, jednak po włączeniu Litwy do ZSRR władze zmusiły staroobrzędowców ze wsi do formalnej likwidacji swojej wspólnoty. Prośby o rejestrację molenny jako czynnej świątyni spotykały się z odmową. Molenna była zamknięta, jednak staroobrzędowcy nie dopuścili do jej dewastacji, opiekując się nieużywanym budynkiem.
Od lat 70. ilość staroobrzędowców w okolicy zaczęła systematycznie spadać, zaś molenna została kilkakrotnie obrabowana, tracąc niemal wszystkie ikony z oryginalnego wyposażenia wnętrza. Dopiero w latach 90. XX wieku staroobrzędowców pozwolono ponownie korzystać ze swojej świątyni. W 2003 wspólnota w Daniliszkach liczyła 45 osób. Nabożeństwa w molennie są odprawiane nieregularnie, głównie na życzenie wiernych.

## Architektura
Molenna w Daniliszkach jest wzniesiona z drewna, na betonowym fundamencie. Wejście do niej prowadzi przez ganek z dekoracyjnym oślim łukiem. Ściany boczne nawy obiektu są malowane na jasnozielono. Ponad wejściem wznosi się dzwonnica zwieńczona kopułą z krzyżem, druga, mniejsza kopuła położona jest na dachu molenny w centrum nawy. Na bocznych ścianach obiektu znajdują się po trzy prostokątne okna.